# Lepidophanes
A Lepidophanes a sugarasúszójú halak (Actinopterygii) osztályának Myctophiformes rendjébe, ezen belül a gyöngyöshalfélék (Myctophidae) családjába tartozó nem.

## Rendszerezés
A nembe az alábbi 2 faj tartozik:
- Lepidophanes gaussi (Brauer, 1906)
- Lepidophanes guentheri (Goode & Bean, 1896)